# Сланчикова-Тимрава, Божена
Божена Сланчикова-Тимрава, урождённая Божена Сланчикова (словац. Božena Slančíková-Timrava; 2 октября 1867, Полихно, Австро-Венгрия (теперь район Лученец, Банска-Бистрицкий край, Словакия) — 27 ноября 1951, Лученец) — словацкая и чехословацкая писательница, драматург. Народный художник (артист) Чехословакии (1947).

## Биография
Родилась в семье лютеранского пастора, одного из основателей Матицы словацкой.

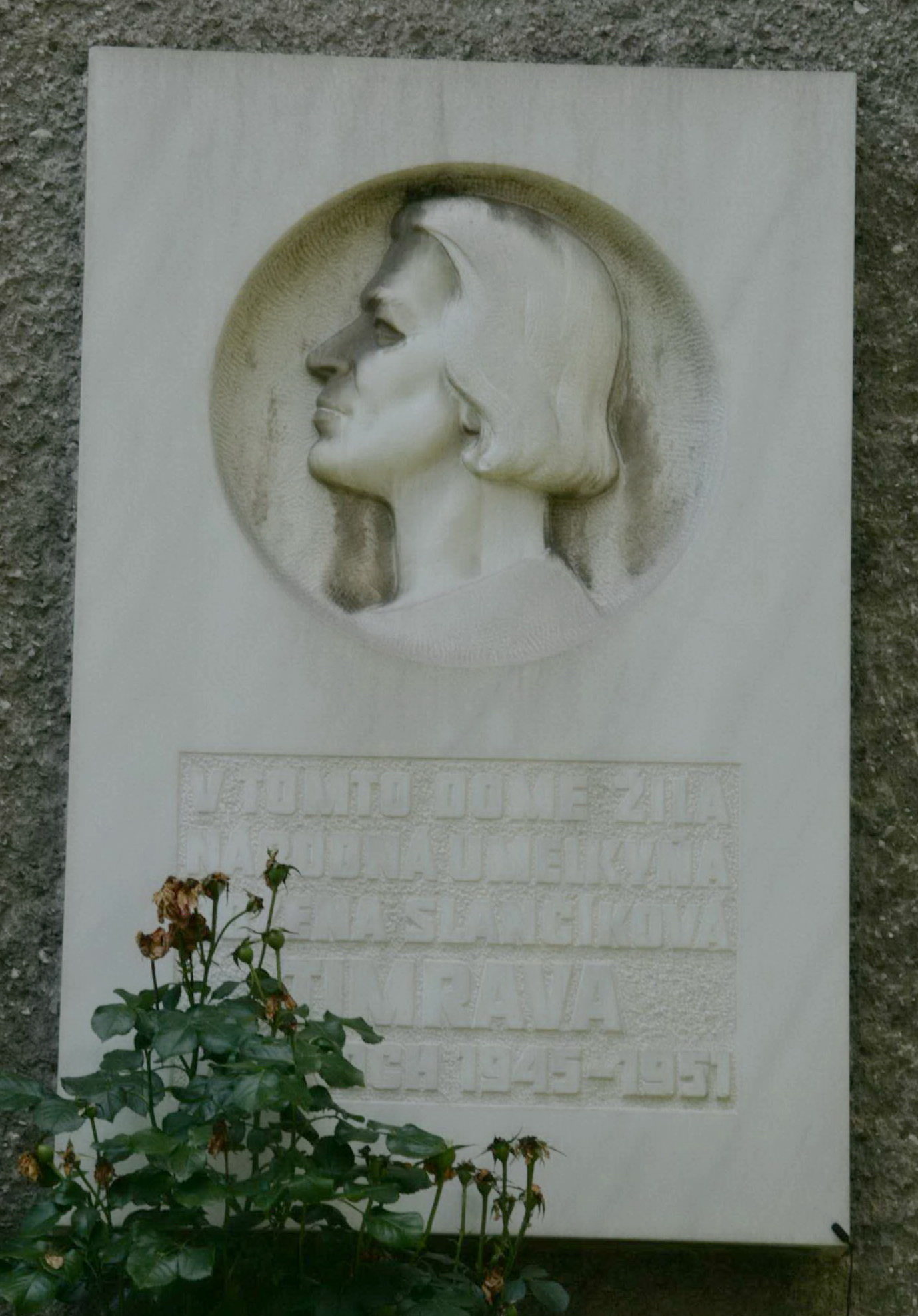
Мемориалььная доска в г. Лученец

Дебютировала в литературе в 1893 году рассказом «За кого выйти?» («За кого ся оддати», Za koho ísť?), в котором обращает внимание на психологические аспекты жизни, внутренний мир и менталитет своих героинь. Жизнь и творчество Тимравы тесно связаны с селом. В рассказах из жизни провинциальной интеллигенции, а также в повестях о крестьянах она проанализировала власть денег на судьбы людей, на их нравственный мир, выступала против эмиграции в Америку, описывала противоречия жизни в межвоенной Чехословакии.
Кроме этого Божена писала стихи, но они ни разу не издавались. Вершиной творчества писательницы стала остросоциальная повесть «Герои» (1918), где Первая мировая война была изображена как огромное горе и зло для народа
Феминистка.

## Избранные произведения
- «Уроки жизни» (1902),
- «Герои» (1918),
- «Всё для народа» (1930),
- «Две эпохи» (1936)

## Источник
- Сланчикова-Тимрава, Божена — статья из Большой советской энциклопедии.
- Энциклопедический словарь. 2009.
- Карская Т. С., Тимрава, в кн.: История словацкой литературы, М., 1970;
- Timrava v kritike a spomienkach. Sbornik Brat., 1958.